# Zhang Tailei
Zhang Tailei (張太雷, juin 1898 – 12 décembre 1927) est le meneur de la Commune de Canton de 1927 durant lequel il est tué.
En 1921, Zhang est envoyé en Extrême-Orient russe pour faire un rapport au Komintern pour le Parti communiste chinois. Il étudie ensuite à Moscou pendant plusieurs années mais de retour au pays, il devient hostile à ceux qui sont retournés en Chine en 1924.